# Ruído digital

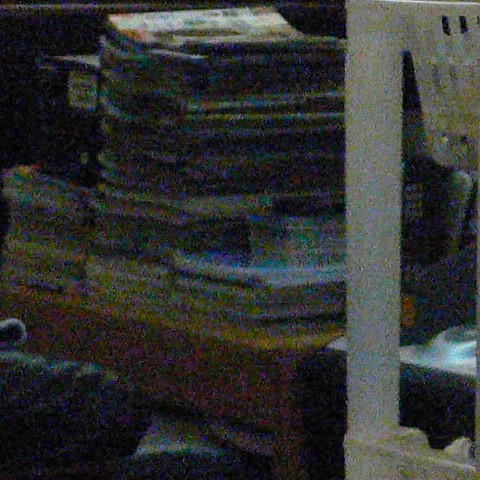
Exemplo de uma imagem que apresenta ruído digital.

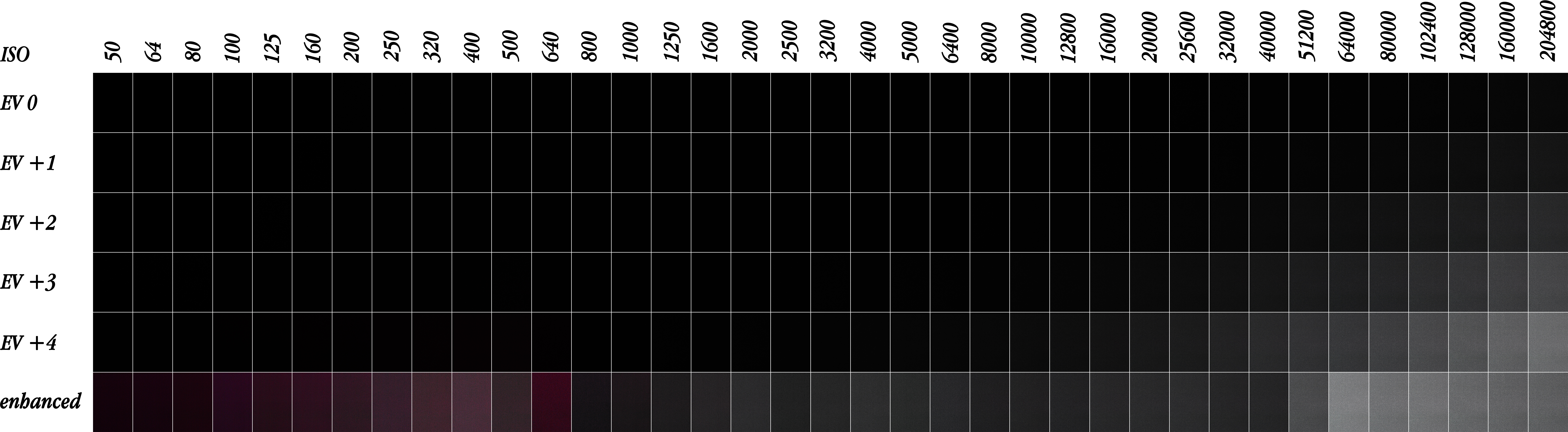
ISO 50-204800 (Sony Alpha 9 II)

Ruído digital é uma variação aleatória (que não corresponde com a realidade) de brilho e cor nas imagens digitais produzido pelo dispositivo de entrada (a câmera digital nesse caso).
Está universalmente aceito que, assim como, na imagem analógica o ruído era aceitável e até desejado, mas na fotografia digital o ruído é indesejável e para alguns até insuportável.

## Ruído Digital na Fotografia: Um Grão Indesejado na Era Digital
O ruído digital é um elemento intrínseco à fotografia digital, manifestando-se como variações pesquisadas de brilho e cor nas imagens. Produzido pelo sensor da câmera, este "grão" digital pode ser comparado ao ruído de fundo presente na gravação de áudio, e sua presença nem sempre é bem-vinda pelos fotógrafos.
Causas do Ruído:
- ISO elevado: A sensibilidade à luz do sensor, medida em ISO, é diretamente relacionada ao ruído. Em ambientes com pouca luz, o aumento do ISO torna a captura da imagem possível, mas amplifica o ruído na mesma proporção.
- Temperatura: Os sensores da câmera são mais propensos a gerar ruídos em temperaturas elevadas.
- Compressão de imagem: Formatos de arquivo como JPEG compactam as imagens, o que pode resultar em perda de detalhes e aumento de ruído.

Tipos de Ruído:
- Ruído de luminância: Afeta o brilho da imagem, gerando pontos mais claros ou mais escuros aleatoriamente.
- Ruído de crominância: Afeta os núcleos da imagem, criando manchas coloridas ou distorções na tonalidade.[1]

Impacto do Ruído na Fotografia:
- Perda de nitidez: O ruído pode mascarar detalhes importantes da imagem, rapidamente a nitidez e a qualidade geral.
- Distorção de núcleos: O ruído de crominância pode alterar os núcleos da imagem, tornando-a menos fiel à realidade.
- Aparência artificial: Em níveis excessivos, o ruído pode tornar a imagem artificial e com aspecto desagradável.

Como Minimizar o Ruído:
- Utilizar ISO baixo: Fotografar com ISO baixo (100-200) é ideal para minimizar o ruído.
- Tripé e flash: Em ambientes com pouca luz, usar um tripé e flash pode evitar o aumento do ISO e, consequentemente, do ruído.
- Formato RAW: Fotografar em RAW permite maior controle sobre a redução de ruído na edição.
- Softwares de edição: Softwares como Adobe Photoshop e Lightroom oferecem ferramentas para reduzir o ruído digital.

Ruído como Efeito Artístico:
Embora geralmente indesejável, o ruído digital pode ser utilizado como um efeito artístico em algumas situações. A textura granulada pode conferir um aspecto vintage ou dramático à imagem, dependendo do contexto e da intenção do fotógrafo.
Conclusão:

O ruído digital é um desafio constante na fotografia digital, mas com conhecimento de suas causas e métodos de controle, é possível minimizar seu impacto e até mesmo utilizá-lo como um recurso criativo. A busca por imagens com nitidez impecável e cores vibrantes nem sempre é a única opção, e o fotógrafo deve estar atento às possibilidades expressivas que o ruído pode oferecer.
1. 1 2  «Ruído em imagens de câmeras digitais: Conceitos e Tipos». www.cambridgeincolour.com. Consultado em 13 de fevereiro de 2024
2. 1 2 3  «Ruído em Imagens Digitais: Exemplos e Características». www.cambridgeincolour.com. Consultado em 13 de fevereiro de 2024